# Smaug
(Smaug nel film Lo Hobbit - La desolazione di Smaug)
Smaug è un personaggio di Arda, l'universo immaginario fantasy creato dallo scrittore inglese J. R. R. Tolkien. Compare con un ruolo da antagonista nel romanzo Lo Hobbit e viene citato anche ne Il Signore degli Anelli e nei Racconti incompiuti.
All'interno del corpus dello scrittore, Smaug è un drago (nel film pur essendo ideologicamente un drago, è realizzato esteticamente come una viverna) che ha usurpato l'antico regno di Erebor, un tempo dimora della dinastia di Durin. All'inizio de Lo Hobbit, Thorin Scudodiquercia recluta una compagnia (di cui fa parte anche lo hobbit Bilbo Baggins) per riconquistare Erebor e sconfiggere il perfido drago usurpatore. Un drago avido, astuto, malvagio e temuto, Smaug è ritenuto una delle più grandi calamità della Terra di Mezzo ed ha molti punti in comune con altri draghi della mitologia norrena, di cui Tolkien era un grande appassionato.

## Descrizione

### Creazione ed ispirazione
J. R. R. Tolkien si è ispirato a molti draghi della mitologia norrena per creare Smaug. Il più importante fra questi è Fáfnir, antagonista di una delle più famose leggende della mitologia nordeuropea. La conversazione tra Bilbo e Smaug sembra ispirarsi a quelle tra Sigurd e Fáfnir: infatti, il collegamento tra le due opere è accentuato nella scena in cui Bilbo ruba una tazza sul mucchio d'oro di Smaug, che ricorda direttamente una scena simile in Beowulf. In base a questo riferimento, Tolkien rispose: «Beowulf è tra le mie fonti più considerate; benché non l'avessi consapevolmente in mente durante la stesura, in cui l'episodio del furto deriva naturalmente (e quasi inevitabilmente) dalle circostanze. È difficile immaginare un altro modo di proseguire la storia arrivati a quel punto. Immagino che l'autore di Beowulf direbbe la stessa cosa.». C'è anche chi ha paragonato Smaug al rospo gigante che appare nella novella Ernest di Edward Knatchbull-Hugessen e al mostro marino descritto nel Libro di Giobbe, che Tolkien conosceva bene.
Il primo nome del drago era Pryftan, poi successivamente cambiato in Smaug. Tolkien aveva pensato che ad uccidere Smaug dovesse essere Bilbo Baggins, ma poi cambiò idea e scelse al suo posto Bard l'Arciere.

### Fisicità e personalità
Smaug viene descritto come un drago enorme color oro rosso, con ali raccolte come un incommensurabile pipistrello e con il ventre incrostato di gemme e di frammenti d'oro per il suo lungo giacere su tesoro di Thrór. La pelle del drago non può essere trapassata, né bucata o scalfita da nessun tipo di arma, ed è quindi indistruttibile. Lo stesso Smaug rivela a Bilbo Baggins di essere corazzato di sopra e di sotto con scaglie di ferro e gemme dure. La sua armatura emana una luce rossa e calda. In realtà Smaug possiede un punto debole che mostra inconsciamente a Bilbo: una macchia nell'incavo della parte sinistra del petto. All'epoca in cui era un drago giovane, Smaug era alto cinque metri.
Tolkien descrive Smaug come una creatura "puramente intelligente", l'incarnazione del peccato, della superbia e dell'avarizia. Ha una personalità simile al tipico aristocratico inglese, infatti ha modi molto eleganti. Odia i Nani e qualsiasi persona voglia aiutarli. È invece incuriosito da Bilbo, invisibile e chiaramente non un Nano e ha con lui una conversazione subdolamente affabile, del resto reciprocata allo stesso modo dallo scaltrito Bilbo. Come ogni drago dorme molto (anche per lunghi anni), non può resistere al fascino di una conversazione enigmatica e di passare un po' di tempo cercando di comprenderla, ed è molto aggressivo nei confronti di chiunque osi penetrare nel suo territorio e tentare di impadronirsi di una parte del suo bottino. Smaug ha un'enorme familiarità con ciascuno dei beni custoditi nel suo gigantesco tesoro, tanto da accorgersi subito del furto di una coppa (neppure molto voluminosa) da parte di Bilbo. Infatti, ogni drago sa perfettamente cosa possiede, soprattutto se lo ha custodito per decenni. A dispetto di questo, invece, non sa distinguere un manufatto di buona fattura da uno poco pregiato.
Paul Thomas Edmund ammette che Smaug non ha la stessa dose di cattiveria che ha Sauron ne Il Signore degli Anelli: mentre il drago ha come solo interesse quello di difendere il suo bottino, l'Oscuro Signore ha intenzioni ben più malvagie, cioè assoggettare tutti i popoli liberi della Terra di Mezzo. Rispetto a Glaurung, Smaug "è altrettanto pericoloso e altrettanto capace di creare desolazione", ma è uno spirito libero che non obbedisce agli ordini di nessuno, mentre Glaurung era completamente dipendente da Morgoth. Smaug è spesso paragonato a Gollum. Entrambi i personaggi, infatti, sono fortemente legati a beni materiali (il tesoro per Smaug e l'Unico Anello per Gollum). A differenza di Gollum che è un personaggio intricato e sventato, Smaug è più intelligente e furbo.

### Etimologia
Il nome Smaug non ha un'etimologia precisa in nessuna delle lingue fantastiche dell'universo di J. R. R. Tolkien (viene denominato Trâgu nella lingua di Dale). In una delle lettere scritte da Tolkien e pubblicate postume dal figlio, l'origine del nome Smaug viene spiegata come "uno stratagemma filologico" del verbo germanico antico smugan, "spingere attraverso un foro".

## Biografia

### Lo Hobbit

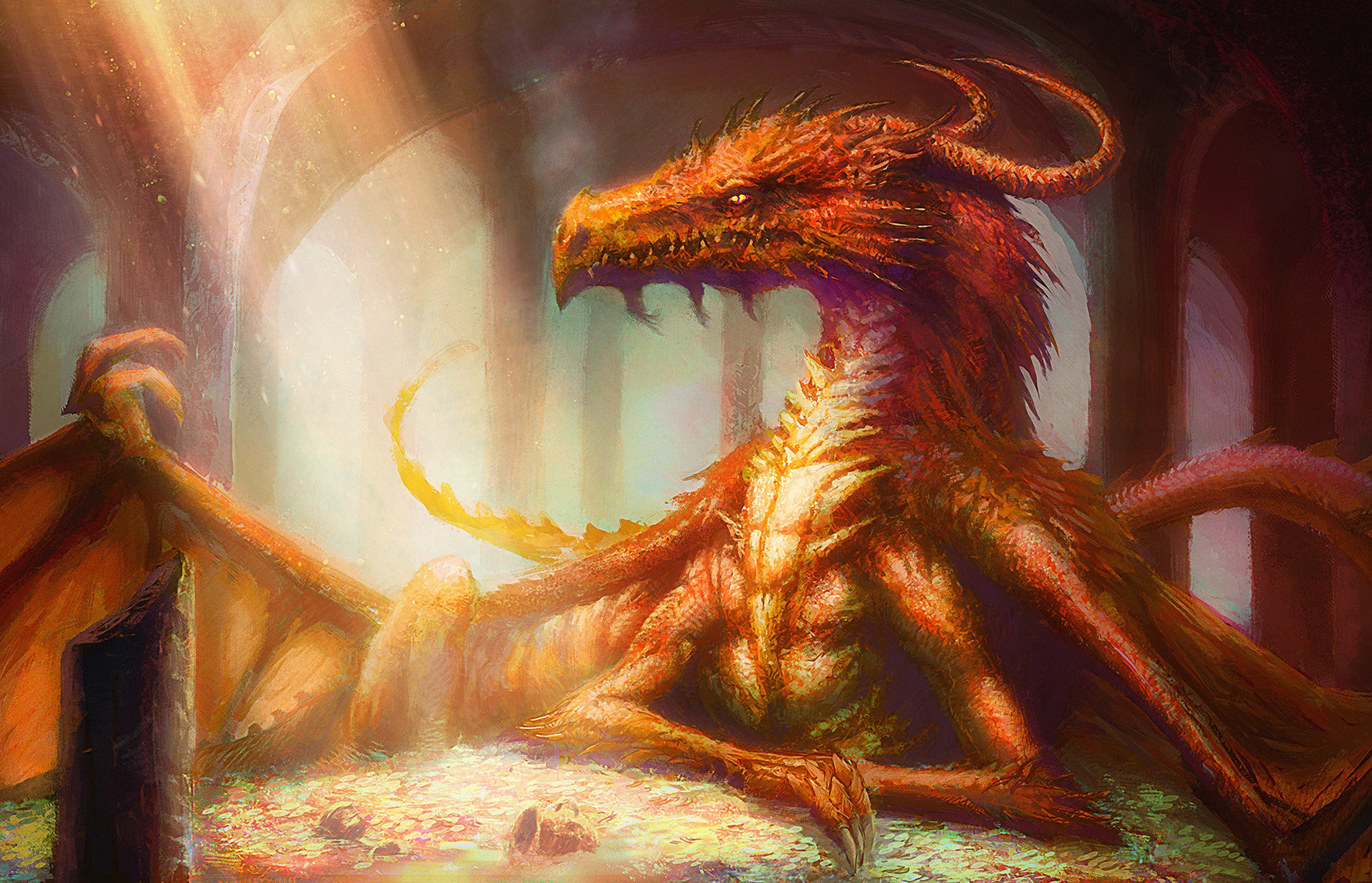
Smaug nella Montagna Solitaria
(rappresentazione artistica di David Demaret).

Come ogni membro della sua razza, Smaug è stato creato da Morgoth, primo Oscuro Signore, con l'obiettivo di supportare gli orchi contro le armate elfiche. Tolkien scrive che i draghi vivono «praticamente per sempre, a meno che non vengano uccisi», quindi non si conosce l'età precisa di Smaug, ma è sicuro abbia più di 170 anni. La prima apparizione del drago avviene nell'anno 2770 della Terza Era, periodo nel quale era già l'ultimo grande esemplare di drago sputafuoco rimasto nella Terra di Mezzo. Attacca e distrugge la città di Dale e poi conquista Erebor o Montagna Solitaria, ponendo così fine al regno dei Nani conosciuto come Regno sotto la Montagna. Si impossessa di tutti i tesori dei Nani e li accumula nella sala centrale delle caverne, facendone così il proprio giaciglio. Fra gli oggetti in possesso di Smaug vi son l'Arkengemma (Arkenstone in originale) e diverse cotte di mithril (il fantastico metallo leggero e resistente proveniente da Moria).
Thorin Scudodiquercia, ultimo erede dell'antica famiglia che viveva nel Regno sotto la Montagna, decide di organizzare una spedizione per sconfiggere Smaug e riconquistare Erebor. Giunti a destinazione, dopo aver trovato un'entrata segreta, i nani mandano nelle caverne lo hobbit Bilbo Baggins. Il piccolo hobbit si rende invisibile grazie al suo anello magico, ma Smaug riesce a fiutarlo comunque.
(Smaug)
Il drago comincia una conversazione con lo hobbit e scopre, come sospettava, che gli abitanti della Città del Lago, la nuova residenza degli abitanti dell'antica Dale, hanno dato aiuto ai Nani di Erebor. Decide, dunque, di recarsi personalmente nella città e di distruggerla con le proprie forze. Il drago incendia la città, ma viene ucciso da Bard l'Arciere con la sua freccia nera. Bard, infatti, aveva appreso il punto debole di Smaug (una macchia nell'incavo della parte sinistra del petto) da un tordo (il cui linguaggio poteva essere compreso dagli appartenenti alla stirpe del Re di Dale, e Bard ne era un discendente), che ne era venuto a conoscenza avendo ascoltato il racconto di Bilbo che raccontava ai suoi compagni del suo incontro con Smaug. Il corpo di Smaug sprofonda nel lago della città, mentre Bard viene eletto re di Dale.
(Descrizione della caduta di Smaug, J. R. R. Tolkien, Lo Hobbit)

### Il Signore degli Anelli
Il drago Smaug viene citato anche ne Il Signore degli Anelli da Gandalf il Grigio; egli si compiace della scomparsa del drago, che nella guerra di cui si narra nel romanzo si sarebbe certamente alleato con il malvagio Sauron.

## Adattamenti
Smaug è apparso in molti adattamenti cinematografici e radiofonici de Lo Hobbit.

### Lo Hobbit(1977)
Nella versione animata de Lo Hobbit del 1977, Smaug è doppiato da Richard Boone. Questa versione del personaggio si distacca molto dalla versione del romanzo. Infatti il personaggio presenta alcune caratteristiche simili ai mammiferi, come pelliccia e canini e il suo volto sembra quello di un gatto mostruoso più che di un drago. Nel film, inoltre, Smaug compare solo per qualche minuto. Nel videogioco del 2003, Smaug è doppiato da James Horan.

### Il Signore degli Anellidi Peter Jackson
Nella trilogia de Il Signore degli Anelli diretta da Peter Jackson, Smaug viene solo menzionato indirettamente da alcuni protagonisti. Un suo dipinto appare sulla Mappa di Thrór in possesso di Bilbo Baggins ne La Compagnia dell'Anello.

### Lo Hobbitdi Peter Jackson
(Peter Jackson parla di Smaug)

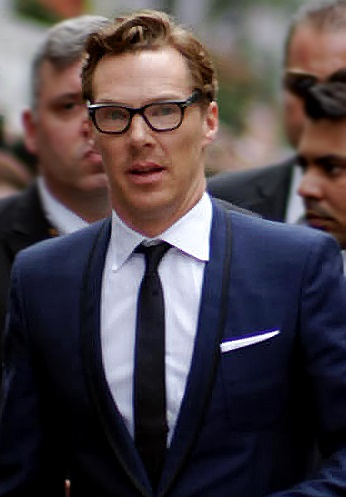
Benedict Cumberbatch interpreta Smaug attraverso il sistema delle motion captures

Nella trilogia de Lo Hobbit diretta da Peter Jackson, Smaug è uno dei personaggi principali nonché antagonista maggiore. Il 16 giugno 2011, è stato annunciato che Smaug sarebbe stato interpretato in motion capture da Benedict Cumberbatch, con la voce italiana di Luca Ward. Il colore delle scaglie e della pelle del drago ricalca quello dell'illustrazione originale di Tolkien, mentre il suo aspetto generale si ispira molto alle illustrazioni del libro di Alan Lee (che del resto ha anche lavorato alla realizzazione di entrambe le trilogie). Rispetto al libro, Smaug è molto più alto e colossale (raggiunge ben 150 metri di lunghezza/altezza, il doppio di un Boeing 747 contro i "soli" 20 metri del libro). Il drago parla con la Received Pronunciation, accompagnato da un ringhio di sottofondo, mentre la voce di Cumberbatch è stata mischiata con ringhi di coccodrillo. Nel periodo in cui Guillermo del Toro venne scelto come regista dei film, si concentrò molto sul design di Smaug; voleva infatti che la sua creazione fosse la prima a essere avviata e l'ultima ad essere approvata. Il regista è da sempre affascinato dai draghi e fece avere a John Howe un libro in cui venivano approfonditi i diversi simbolismi dei draghi nelle varie culture in modo da aiutarlo a realizzare meglio Smaug. Inoltre Del Toro, prima di affidare la parte a Cumberbatch, propose a Ron Perlman di doppiare il personaggio.

#### Un viaggio inaspettato
Nel primo film, Lo Hobbit - Un viaggio inaspettato, compare brevemente e di sfuggita alla fine del film in cui si intravedono le sue gambe, le ali e la coda. Nel corso del film, Smaug è stato argomento di discussione nel Bianco Consiglio da parte di Gandalf. Rispetto ai sequel, Smaug è raffigurato come un drago a quattro zampe con le ali sulla schiena. Curiosamente, nella breve sequenza finale in cui si intravede parte del muso di Smaug, il drago appare di colore blu (secondo il libro di realizzazione del film "The Hobbit: The Desolation of Smaug Chronicles Art & Design" ciò è dovuto allo stato di ibernazione in cui si trovava). A partire da La desolazione di Smaug, il drago emerge nel suo aspetto definitivo.

#### La desolazione di Smaug
Ha un ruolo più ampio nel sequel, Lo Hobbit - La desolazione di Smaug, nel quale ricopre il ruolo del principale antagonista. In questo secondo film, il drago è con le ali attaccate alle braccia come una viverna. In un'intervista a Joe Letteri, è stato rivelato che il design di Smaug è stato cambiato a quello attuale dopo che la troupe ha visto come Benedict Cumberbatch interpretava Smaug muovendosi su tutti e quattro gli arti. Il punto debole mostrato sulla corazza di Smaug, è il risultato di un attacco subito a Dale durante il quale perse una delle sue squame. Durante il suo incontro con Bilbo fa riferimento all'Unico Anello e al calare delle tenebre, ricollegandosi alla rinascita di Sauron nel La battaglia delle cinque armate. Verso la fine del film Smaug si scontra con Bilbo e con la compagnia di Thorin Scudodiquercia, fin quando non vola per andare a distruggere la Città del Lago.

#### La battaglia delle cinque armate
Compare anche all'inizio de Lo Hobbit - La battaglia delle cinque armate, ricollegandosi con la fine del secondo film che vedeva Smaug andare ad attaccare la Città del Lago. Dopo aver seminato morte e distruzione, viene ucciso da Bard l'Arciere con una freccia di ferro di forma allungata, che lo trafigge nel punto in cui mancava una scaglia facendolo cadere esanime sulla barca che trasporta il Governatore in fuga dalla città. Viene poi rivelato che l'attacco di Smaug su Erebor faceva parte del disegno di Sauron.

## Critiche e cultura di massa
Smaug è senza dubbio uno dei draghi più famosi della letteratura e, dopo l'uscita della trilogia de Lo Hobbit, anche del cinema. La rappresentazione cinematografica di Smaug è stata acclamata dalla critica e dai fan ed è stato definito da molti "il miglior drago della storia del cinema".